# Adai

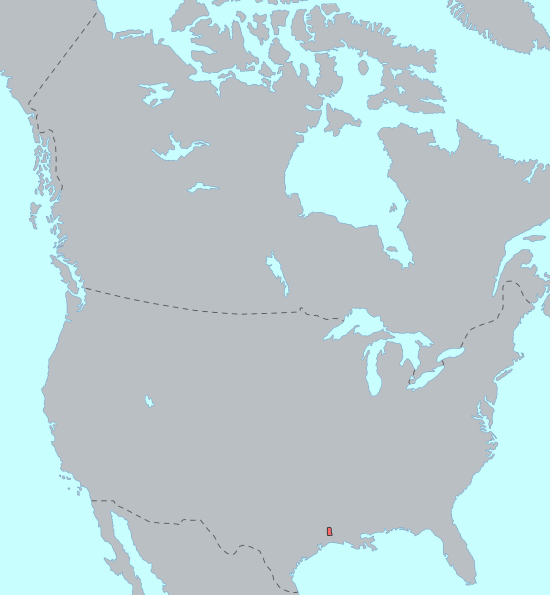
Het gebied van de Adai ten tijde van het eerste contact met Europeanen

De Adai (ook Adaizan, Adaizi, Adaise, Adahi, Adaes, Adees, Atayos) zijn een indiaans volk in het noordwesten van Louisiana en het noordoosten van Texas in de Verenigde Staten, die cultureel gezien tot het Zuidoosten behoren. De naam Adai is afgeleid van het Caddowoord hadai, wat 'struikgewas' betekent. De Adai waren een sedentair volk, dat leefde van jacht en landbouw.
De Adai waren een van de eerste Noord-Amerikaanse volken die in contact kwamen met Europeanen. In 1530 beschreef de Spaanse ontdekkingsreiziger Álvar Núñez Cabeza de Vaca hen onder de naam Atayos. Circa 1717 werd de missiepost San Miguel de Linares gebouwd bij de dorpen van de Adai. Deze missiepost werd in 1719 vernietigd door een gezamenlijke aanval van Fransen en indianen. Later stichtten de Spanjaarden de militaire post Nuestra Senora del Pilar de los Ades. Tijdens de conflicten tussen Frankrijk en Spanje in Amerika kozen de Adai de Franse kant. Omdat hun leefgebied op de grens tussen de territoria van beide staten lag, leden de Adai zwaar onder deze conflicten. Rond 1792 trok een aantal Adai naar Texas, waar ze zich waarschijnlijk bij een of meer groepen Caddo aansloten. Met hen werden ze in 1835 verplaatst naar een reservaat in Oklahoma. Rond 1700 telde het volk naar schatting ca. 400 leden. In 1827 waren er nog 27 Adai. De Addai zijn echter nooit helemaal verdwenen en tegenwoordig (2000) identificeren ongeveer 800 personen zich als Adai. Een deel is georganiseerd in de 'Adai Caddo Indian Nation'.

## Taal
De enige informatie over het Adai is een woordenlijst van 275 woorden uit 1804. Dit gebrek aan informatie maakt het moeilijk vast te stellen of de taal verwant was aan andere indiaanse talen. Er is in het verleden geopperd dat er een relatie zou zijn met de Caddotalen, maar dat wordt nu als onwaarschijnlijk gezien. Het Adai stierf uit in de 19e eeuw. De ISO 639-3-code voor Adai is 'xad'.
Vergelijking tussen Adai en Caddo
|       | Adai      | Caddo     |
| ----- | --------- | --------- |
| 1     | Nancas    | Wísts'i'  |
| 2     | Nass      | Bít       |
| 3     | Colle     | Daháw'    |
| 4     | Tacache   | Hiwi'     |
| 5     | Seppachan | Díssikían |
| Man   | Haasing   | Shúuwi'   |
| Vrouw | Quaechuke | Náttih    |
| Maan  | Nachavat  | Niish     |
| Water | Holcat    | Kuukuh    |